# バイラル・ビデオ
バイラル・ビデオ (Viral Video) は、インターネット上での共有を通じて人気となり、広まった動画のこと。一般にはYouTubeなどのビデオ共有サイトやソーシャルメディア、電子メールを介したものを指す。 "Viral"（バイラル） はウイルスの意で、転じて口コミなどを通じてウイルスのように急速に広まることを意味する。